# Sant Gironç de Cera
Saint-Gérons és un municipi francès situat al departament de Cantal i a la regió d'Alvèrnia-Roine-Alps. L'any 2007 tenia 180 habitants.

## Demografia

### Població
El 2007 la població de fet de Saint-Gérons era de 180 persones. Hi havia 82 famílies de les quals 24 eren unipersonals (10 homes vivint sols i 14 dones vivint soles), 38 parelles sense fills, 17 parelles amb fills i 3 famílies monoparentals amb fills.
La població ha evolucionat segons el següent gràfic:
Habitants censats

### Habitatges
El 2007 hi havia 295 habitatges, 81 eren l'habitatge principal de la família, 202 eren segones residències i 11 estaven desocupats. 203 eren cases i 11 eren apartaments. Dels 81 habitatges principals, 68 estaven ocupats pels seus propietaris, 11 estaven llogats i ocupats pels llogaters i 2 estaven cedits a títol gratuït; 5 tenien dues cambres, 16 en tenien tres, 25 en tenien quatre i 35 en tenien cinc o més. 59 habitatges disposaven pel capbaix d'una plaça de pàrquing. A 39 habitatges hi havia un automòbil i a 37 n'hi havia dos o més.

### Piràmide de població
La piràmide de població per edats i sexe el 2009 era:
| Homes | Edats   | Dones |
| ----- | ------- | ----- |
| 0     | 95 o +  | 0     |
| 0     | 90 a 94 | 0     |
| 0     | 85 a 89 | 0     |
| 0     | 80 a 84 | 0     |
| 8     | 75 a 79 | 0     |
| 4     | 70 a 74 | 0     |
| 4     | 65 a 69 | 4     |
| 8     | 60 a 64 | 16    |
| 12    | 55 a 59 | 12    |
| 0     | 50 a 54 | 0     |
| 8     | 45 a 49 | 8     |
| 12    | 40 a 44 | 8     |
| 4     | 35 a 39 | 16    |
| 4     | 30 a 34 | 4     |
| 4     | 25 a 29 | 0     |
| 4     | 20 a 24 | 0     |
| 0     | 15 a 19 | 16    |
| 8     | 10 a 14 | 4     |
| 0     | 5 a 9   | 12    |
| 0     | 0 a 4   | 4     |

## Economia
El 2007 la població en edat de treballar era de 118 persones, 74 eren actives i 44 eren inactives. De les 74 persones actives 67 estaven ocupades (36 homes i 31 dones) i 6 estaven aturades (3 homes i 3 dones). De les 44 persones inactives 20 estaven jubilades, 10 estaven estudiant i 14 estaven classificades com a «altres inactius».

### Ingressos
El 2009 a Saint-Gérons hi havia 104 unitats fiscals que integraven 219 persones, la mediana anual d'ingressos fiscals per persona era de 16.238 €.

### Activitats econòmiques
Dels 8 establiments que hi havia el 2007, 3 eren d'empreses de construcció, 3 d'empreses d'hostatgeria i restauració, 1 d'una empresa immobiliària i 1 d'una empresa classificada com a «altres activitats de serveis».
Dels 5 establiments de servei als particulars que hi havia el 2009, 2 eren paletes, 1 fusteria, 1 lampisteria i 1 restaurant.
L'any 2000 a Saint-Gérons hi havia 18 explotacions agrícoles que ocupaven un total de 952 hectàrees.

## Poblacions més properes
El següent diagrama mostra les poblacions més properes.